# Zero Order Phase
Zero Order Phase es el álbum debut en solitario de Jeff Loomis, guitarrista fundador de la banda de metal progresivo de Seattle Nevermore. Fue grabado durante el mes de marzo de 2008 y lanzado al mercado el 30 de septiembre de 2008, distribuido por Century Media. El álbum está producido por Neil Kernon y contiene como artistas invitados a los guitarristas Ron Jarzombek (Spastik Ink) y Pat O'Brien (Cannibal Corpse), y al bajista de jazz Michael Manring. Además de contar con Loomis para guitarras, teclados y bajo, el álbum tiene como batería al ex-Nevermore Mark Arrington.

## Historia
| These are just instrumentals. I really had no intention on having a lot of meaning behind the titles. I really just want the fans or fans of this type of music to enjoy the songs for what they are on their own. Son solo instrumentales. No tenía intención de poner títulos con gran significado. Realmente quería que los fans o los fans de este tipo de música disfrutase las canciones por lo que realmente son (traducción al español)——Jeff Loomis, Ice Vajal |

Jeff explicó en una entrevista que el álbum se había escrito tras el final de la gira de This Godless Endeavor. Loomis lo escribió dos meses antes de comenzar la producción. Zero Order Phase fue grabado en un mes y medio, en los estudios Robert Lang Studios en Richmond Beach, Washington, con el productor Neil Kernon e incluyendo al batería fundador de Nevermore, Mark Arrington. La elección de Kernon como productor del disco se hizo muchos años antes, mientras él y Loomis estaban trabajando en el tercer disco de Nevermore, Dreaming Neon Black. Loomis le dijo a Kernon que "si tuviese que hacer un proyecto en solitario el debería producirlo." Durante la grabación, Loomis comentó sobre la producción del disco: "Ser capaz de hacer toda esta grabación con Kernon es increíble. Hemos trabajado bien en el pasado, pero ser capaz de focalizarse en hacer un disco enteramente instrumental será grande.".
El álbum además contiene muchas apariciones especiales. Ron Jarzombek se reparte solos con Loomis en "Jato Unit", su excompañero en Nevermore, Pat O'Brien- que se unió a Cannibal Corpse tras grabar The Politics of Ecstasy- lo hace en "Race Against Disaster", el músico de jazz Michael Manring toca el bajo en "Cashmere Shiv" y el productor Kernon toca un solo con guitarra sin trastes en el mismo tema. Como Loomis explicó en una entrevista para Komodo Rock, ya que los músicos invitados vivían en diferentes partes de los Estados Unidos, él [Loomis] envío las grabaciones de guitarra rítmica y batería por correo electrónico. Cada invitado grabó sus solos en su casa y le envió de vuelta las pistas a Loomis en Seattle.

## Recepción por parte de la crítica
Zero Order Phase fue descrito como "un buen CD de guitarra instrumental" por el crítico Chad Bowar de About.com. También dijo sobre el mismo Loomis: "excelente habilidad para la guitarra [...] riffs técnicos, solos creativos y comlicación sin parar". Ryan Ogle de Blabbermouth.net dijo que el álbum era "un maldito homenaje a los amos de la complicación instrumental que han inspirado su [Loomis] forma de tocar.".
Eduardo Rivadavia de Allmusic escribió: "el guitarrista Jeff Loomis ha desenterrado la plantilla de héroe de la guitarra que hizo popular Joe Satriani a finales de los 80s y principios de los 90s." El mismo autor afirmó que "temas como 'Shouting Fire at a Funeral', 'Jato Unit,' y 'Devil Theory' están atrincherados en los ingredientes musicales metálicos por lo que él [Loomis] es famoso."" 'Azure Haze' and 'Sacristy' fueron definidas como "buenas baladas"; en la última, Loomis es de nuevo comparado con Satriani, cuando el autor dice: "ciertamente muy a lo Satriani."

## Listado de temas
Toda la música compuesta por Jeff Loomis. 
| N.º | Título                                                     | Duración |  |
| 1.  | «Shouting Fire at a Funeral»                               | 4:54     |  |
| 2.  | «Opulent Maelstrom»                                        | 6:07     |  |
| 3.  | «Jato Unit»                                                | 4:41     |  |
| 4.  | «Azure Haze»                                               | 4:59     |  |
| 5.  | «Cashmere Shiv»                                            | 6:16     |  |
| 6.  | «Race Against Disaster»                                    | 6:13     |  |
| 7.  | «Sacristy»                                                 | 4:50     |  |
| 8.  | «Devil Theory»                                             | 6:16     |  |
| 9.  | «Miles of Machines»                                        | 5:45     |  |
| 10. | «Departure»                                                | 3:56     |  |
| 11. | «Omega's Influence» (Pista de bono en la edición japonesa) | 5:01     |  |

## Personal
- Jeff Loomis – Guitarras, bajo, teclados, programación
- Neil Kernon – Teclados, programación, productor, ingeniero, arreglos, mezcla, solo de guitarra sin trastes en "Cashmere Shiv"
- Mark Arrington – Batería, percusión
- Ron Jarzombek – solo de guitarra en "Jato Unit"
- Pat O'Brien – solo de guitarra en "Race Against Disaster"
- Michael Manring – bajo en "Cashmere Shiv"
- Alan Douches – masterización
- Brian Valentino – ingeniero asistente
- Stephanie Cabral – fotografía